# Alessandrina Tambasco
Alessandrina Tambasco (Montano Antilia, 7 agosto 1792  – Montano Antilia, 7 dicembre 1879) è stata una patriota italiana.

## Storia
Alessandrina fu considerata una delle eroine dei moti rivoluzionari  scoppiati nel Cilento durante l'anno 1828.
La giovane donna vide gran parte della sua famiglia incarcerata proprio a causa del loro appoggio logistico e sociale all'ideologia politica che voleva la nascita della nazione Italia.
I Filadelfi, membri di una società segreta fondata inizialmente in Francia nel XVIII secolo ma diffusasi poi anche nel Regno delle Due Sicilie indipendentemente (senza alcun rapporto tra i membri delle due nazioni) con l'omonima francese, erano diventati i compagni rivoluzionari di Alessandrina, ella infatti, con l'aiuto della madre Rosa Bentivenga, cucì loro delle coccarde bianche divenute il simbolo dei Filadelfi cilentani e li ospitò nella sua casa.
Per queste sue azioni Alessandrina, sua madre Rosa, il marito Pietro Bianchi, proprietario terriero e cancelliere comunale, le figlie Michelina e Nicolina, li cugino Vito, furono tutti arrestati dalla polizia locale la quale emise l'accusa di cospirazione contro il Regno.
La madre fu condannata a 6 anni di carcere, le due figlie furono liberate solo dopo aver patito parecchi mesi di carcere, mentre Alessandrina venne condannata a 10 anni di carcere duro ai ferri. Il cugino Giuseppe Vito Tambasco, possidente di Montano, venne condannato a morte e fucilato il 21 luglio del 1828 nella località di Bosco, decapitato il cadavere la sua testa fu esposta in piazza a Montano ingabbiata e su un apposito piedistallo. Il marito Pietro Bianchi morì a soli 42 anni in un ospedale delle carceri cilentane, il 9 settembre 1829. 
Alessandrina rimase nel carcere di Salerno fino all'8 giugno del 1830, in seguito venne trasferita nella località laziale di Ponza dove scontò il resto della pena e fu quindi liberata il 14 giugno del 1841.
Uscita dal carcere, con una gamba atrofizzata e quindi costretta a camminare con una stampella, assistette ai moti rivoluzionari del 1860 e all'unificazione d'Italia nel 1861. Morì il 7 dicembre del 1879 nella sua terra d'origine a Montano Antilia.